# Ramón José Aponte Fernández
Ramón José Aponte Fernández (Carache, Trujillo; 23 de septiembre de 1948) es un Obispo Católico venezolano, que fue el II Obispo de la Diócesis de Valle de la Pascua, en el estado Guarico, entre 2004 y 2024, nombrado por el Papa Juan Pablo II.

## Biografía[4]
Nació en Carache el 23 de septiembre de 1948.
Padres: Simón Francisco Aponte y María de la Trinidad Fernández de Aponte. (Fallecidos).
Hermanos: Aleida, Dalia (Fallecida), Yudith y Josefa María.

### Estudios y Títulos Obtenidos
- Estudió primero y segundo grado en el grupo escolar Dr. Ernst.
- Estudió Tercero y Cuarto grado en la población de Chejendé.
- En el seminario menor de Mérida estudió quinto y sexto grado y también su bachillerato.
- Licenciado en Filosofía por la UCAB y en el Seminario Santa Rosa de Lima en Caracas, culminó la Teología.

## Sacerdocio
Recibió el Diaconado en Caracas, su ordenación sacerdotal fue en La Iglesia San Juan Bautista de Carache el 17 de agosto de 1974 y su primera misa fue al día siguiente también en Carache.

#### Cargos
- Administrador del Seminario Corazón de Jesús de Trujillo.
- Vicerrector del Seminario Corazón de Jesús de Trujillo.
- Vicerrector de Seminario Santa Rosa de Lima, Caracas.
- Párroco en La Catedral de Trujillo.
- Párroco San Alejo de Boconó.
- Párroco San Rafael de Carvajal.
- Encargado de la Mesa de Esnujaque, Jajó, Niquitao.
- Párroco de San Rafael Arcángel de Cuicas

## Episcopado

### Obispo de Valle de la Pascua
El 5 de marzo de 2004, el Santo Padre Juan Pablo II lo nombró II Obispo de la Diócesis de Valle de la Pascua.
Es ordenado el 22 de mayo de 2004, en la catedral de Valle de la Pascua. Por imposición de manos y Oración Consecratoria del Cardenal Rosalio José Castillo Lara, fueron los Obispos Co-consagrantes: Mons. Vicente Ramón Hernández Peña, Obispo de Trujillo, y Mons. Joaquín José Morón Hidalgo obispo de Acarigua-Araure y quien fuese el primero obispo de la Diócesis de Valle de la Pascua.

| Predecesor: Mons. Joaquín José Morón Hidalgo | II Obispo de Valle de la Pascua 2004 - Hasta la fecha | Sucesor: En el cargo |